# Cobaea triflora
Cobaea triflora är en blågullsväxtart som beskrevs av J. D. Smith. Cobaea triflora ingår i släktet Cobaea, och familjen blågullsväxter. Inga underarter finns listade i Catalogue of Life.